# Константий Калогерас
Константий (на гръцки: Κωνστάντιος, Константиос) е гръцки духовник, струмишки (1830 - 1846) и бурсенски митрополит (1846 - 1870) на Цариградската патриаршия.

## Биография
Роден е със светското име Кирякос Димитриу Калогерас (Κυριάκος Δημητρίου Καλογεράς) в 1801 година в село Ипсила на Андрос в бедно семейство. През 1810 година става монах в манастира на „Свети Николай“, където негов роднина преподава четене, писане и църковна музика. През 1816 година заедно с баща си, дърводелец по професия, заминава за Цариград, където поради мелодичния си глас и музикалните си познания минава под опеката на патриарх Кирил VI Константинополски (1813 – 1818).
На следващата 1817 година Константий е ръкоположен за дякон и служи в продължение на години като дякон на митрополит Йоаникий Търновски. С избухването на Гръцката революция през 1821 година митрополитът е обесен, а Константий е арестуван и измъчван, но след намесата на брат му и баща му пред властите, е освободен. Заминава за Цариград където е дякон и архидякон на Вселенската патриаршия.
През май 1830 година е избран и по-късно ръкоположен за митрополит на Струмица. Константий много бързо научава български език и дори и води проповедите от амвона на български. Същевременно насърчава гръцкото училищно и просветно дело в епархията.
През юни 1846 година, след смъртта на Хрисант II Бурсенски, е избран за митрополит на Бурса. Имайки предвид, че по-голямата част от православните жители на епархията му са туркофони, наема един образован преподавател по ислям (ходжа) и за кратко време усвоява добре османски турски и арабски. Когато през 1860 година султан Абдул Азис посещава Бурса, Констанций е в делегацията на различните религиозни общности, които го посрещат и прочита на арабски молитва за султана. Абдул Азиз лично го удостоява с орден „Меджидие“ ІІ степен.
Умира на 21 февруари 1870 година в Мудания.